# Zoltán Szécsi
Zoltán Szécsi (Budapeste, 22 de dezembro de 1977) é um jogador de polo aquático húngaro, tricampeão olímpico.

## Carreira
Zoltán Szécsi fez parte do elenco campeão olímpico de 2000, 2004 e 2008.